# マルコ・アイローザ
マルコ・アイローザ（Marco Ibraim de Sousa Airosa、1984年8月6日 - ）は、アンゴラの元サッカー選手。元アンゴラ代表。ポジションはディフェンダー。

## 来歴

### 代表
2006年3月にアンゴラ代表デビュー。2006 FIFAワールドカップのメンバーにも選出された。その後、アフリカネイションズカップ2008、2012、2013にも出場した。アンゴラ代表で通算27試合に出場した。

## 代表歴

### 出場大会
- アンゴラ代表
  - 2006 FIFAワールドカップ

### 試合数
- 国際Aマッチ 27試合 0得点（2006年-2013年）[1]

| アンゴラ代表 | 国際Aマッチ | 国際Aマッチ |
| 年           | 出場        | 得点        |
| ------------ | ----------- | ----------- |
| 2006         | 2           | 0           |
| 2007         | 1           | 0           |
| 2008         | 8           | 0           |
| 2009         | 4           | 0           |
| 2010         | 0           | 0           |
| 2011         | 4           | 0           |
| 2012         | 6           | 0           |
| 2013         | 2           | 0           |
| 通算         | 27          | 0           |